# Rogelio Cortéz
Rogelio Cortéz Pineda (ur. 7 lipca 2004 w Jiutepec) – meksykański piłkarz występujący na pozycji napastnika, od 2022 roku zawodnik Necaxy.